# Mahmut Atalay
Mahmut Atalay (Nagua) (30. března 1934 – 4. prosince 2004 Ankara) byl turecký zápasník čerkeského původu, olympijský vítěz z roku 1968.

## Sportovní kariéra
Narodil se a vyrostl v obci Çorak (adyg. Cemilbey) v provincii Çorum. Jeho rodina se hlásila ke kavkazským Českesům, kteří přišli do Osmanské říše během zabírání severozápadního Kavkazu Ruskou říší v druhé polovině 19. století. Jeho dědeček patřil k adygejskému kmeni Šapsugů (Şapsığ).
Od mala se věnoval tradičnímu tureckému zápasu karakucak. S olympijským zápasem ve volném stylu se seznámil během povinné vojenské služby v Ankaře. Do turecké volnostylařské reprezentace se poprvé dostal v roce 1959 ve velterové váze do 73 kg jako náhradník za İsmaila Ogana. Od roku 1962 se stal reprezentační jedničkou v nové lehké váze do 70 kg. V roce 1964 startoval na olympijských hrách v Tokiu. V úvodním porazil na technické body jednoho z favoritů Gruzínce Zarbega Berijašviliho ze Sovětského svazu. V pátém kole však nezvládl zápas s domácím Japoncem Iwao Horiučim, prohrál na technické body a byl z turnaje vyřazen dosažením 6 negativních klasifikačních bodů. Obsadil konečné 4. místo.
Od roku 1966 přestoupil do vyšší střední váhy do 78 kg. V roce 1968 startoval na olympijských hrách v Mexiku. Od úvodního kola potvrzoval výbornou formu. Ve čtvrtém kole mu vypadl největší soupeř machačkalský Jurij Šachmuradov ze Sovětského svazu. V pátém kole taktickou remízou vyřadil Mongola Artaga a zůstal v soutěži sám s Francouzem Danielem Robinem. Ve finálovém zápase porazil Robina na technické body a získal zlatou olympijskou medaili.
Po skončení sportovní kariéry v roce 1969 se věnoval trenérské práci. Později v Ankaře založil síť podniků s rychlým občerstvením Aspava. Zemřel v roce 2004.

## Výsledky

### Volný styl
| Turnaj             | 1961 | 1962 | 1963 | 1964 | 1965 | 1966 | 1967 | 1968 |
| Turnaj             | 27   | 28   | 29   | 30   | 31   | 32   | 33   | 34   |
| Turnaj             | −73  | −70  | −70  | −70  | −70  | −78  | −78  | −78  |
| ------------------ | ---- | ---- | ---- | ---- | ---- | ---- | ---- | ---- |
| Olympijské hry     |      |      |      | 4.   |      |      |      | 1.   |
| Mistrovství světa  | úč.  | úč.  | 4.   |      | 2.   | 1.   | 4.   |      |
| Mistrovství Evropy |      |      |      |      | —    | 2.   | 2.   | —    |